# Britz-Süd (metropolitana di Berlino)
La stazione di Britz-Süd è una stazione della metropolitana di Berlino, sulla linea U7.

## Storia
La stazione di Britz-Süd entrò in servizio il 28 settembre 1963, come capolinea del nuovo prolungamento della linea C I (oggi U7) dall'allora capolinea di Grenzallee.
Restò capolinea fino al 2 gennaio 1970; in tale data la linea venne prolungata fino al nuovo capolinea di Zwickauer Damm.

## Interscambi
- Fermata autobus

### Esplicative
1. ↑  La numerazione delle linee metropolitane di Berlino venne introdotta nel 1966.

### Bibliografiche
1. ↑  Lemke e Poppel (1992), p. 63.
2. ↑  Lemke e Poppel (1992), p. 154.
3. ↑  Lemke e Poppel (1992), p. 68.